# Sibborpesjön
Sibborpesjön är en sjö i Linköpings kommun i Östergötland och ingår i Motala ströms huvudavrinningsområde. Sjön har en area på 0,571 kvadratkilometer och ligger 72 meter över havet. Sjön avvattnas av vattendraget Stjärnorpebäcken.

## Delavrinningsområde
Sibborpesjön ingår i det delavrinningsområde (649349-148036) som SMHI kallar för Mynnar i Roxen. Medelhöjden är 85 meter över havet och ytan är 37,93 kvadratkilometer. Det finns inga avrinningsområden uppströms utan avrinningsområdet är högsta punkten. Stjärnorpebäcken som avvattnar avrinningsområdet har biflödesordning 2, vilket innebär att vattnet flödar genom totalt 2 vattendrag innan det når havet efter 67 kilometer. Avrinningsområdet består mestadels av skog (53 procent), öppen mark (14 procent) och jordbruk (27 procent). Avrinningsområdet har 0,94 kvadratkilometer vattenytor vilket ger det en sjöprocent på 2,5 procent.